# تأسیسات آزمایشی مجزاسازی ضایعات

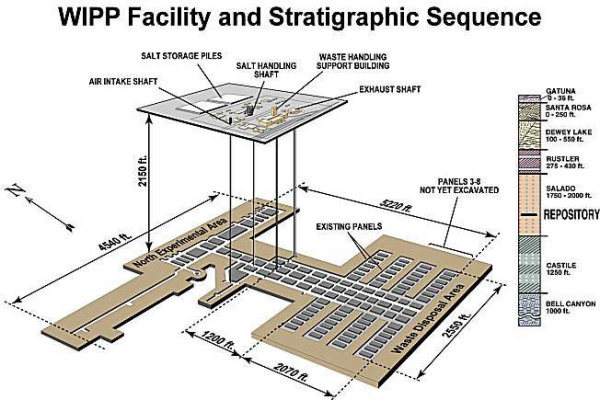
ضایعات هسته‌ای در WIPP در عمق ۲۱۵۰ پا زیر سطح زمین، و در میان یک قشر ثابت نمکی در نیومکزیکو دفن می‌گردد.

تأسیسات آزمایشی مجزاسازی ضایعات (به انگلیسی: Waste Isolation Pilot Plant) مشهور به (WIPP)، تأسیس ۱۹۹۹، یک مرکز فدرال در ایالت نیومکزیکو در آمریکا است.
این مکان در نزدیکی کارلزبد در نیومکزیکو قرار دارد، و مکانی است که ضایعات هسته‌ای فرا اورانیومی حاصل از تسلیحات هسته‌ای در آنجا دفن می‌گردد. مدت در نظر گرفته شده برای انبارسازی ضایعات هسته‌ای در این مکان ۱۰۰۰۰ سال می‌باشد

## نگارخانه

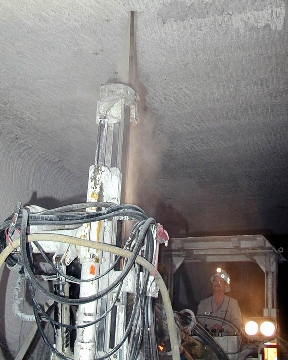